# Feketebúbos cinege
A feketebúbos cinege (Baeolophus atricristatus) a verébalakúak (Passeriformes) rendjébe, ezen belül a cinegefélék (Paridae) családjába tartozó, 14-15 centiméter hosszú madárfaj. 2002-től ismerik el külön fajnak, azelőtt az indiáncinege (Baeolophus bicolor) alfajának tekintették.

## Előfordulása
Az Amerikai Egyesült Államok és Mexikó száraz, erdős-bokros területein él. Nyáron a magasabban fekvő területeket (2500 méteres tengerszint feletti magasságig) kedveli, télen leereszkedhet akár 150 méteres tengerszint feletti magasságra is. Pókokkal, rovarokkal, magokkal és gyümölcsökkel táplálkozik. Leggyakrabban harkályok elhagyott faodúiban fészkel, a földtől akár 7 méteres magasságban. Az odú kibélelése a nőstényre hárul. Udvarláskor a hím fejdíszével csalogatja a nőstényt. Februártól júniusig költ, kétszer évente. A pár közösen eteti a fiókákat, melyek 17-18 naposan repülnek ki. Az első fészekaljból kikerült fiatalok segítenek etetni a második fészekalj fiókáit.

### Alfajai
- B. a. atricristatus (Cassin, 1850) – dél-Texas, északkelet-Mexikó;
- B. a. paloduro (Stevenson, 1940) – észak- és délnyugat-Texas, délkelet-Oklahoma, észak-Mexikó;
- B. a. sennetti (Ridgway, 1904) – Texas középső és déli részén.